# Тихият беглец
„Тихият беглец“ е български игрален филм (комедия, анимация) от 1972 година на режисьора Петър Б. Василев, по сценарий на Емил Манов. Оператор е Цанчо Цанчев. Музиката във филма е композирана от Димитър Вълчев.

## Сюжет
Гошо Калимански е ерген, касиер-отличник в софийско учреждение. Той не понася шума около себе си. Психиатърът му препоръчва спокойствие и тишина. Калимански получава нов апартамент. Настанявайки се в него, веднага е обезпокоен от звуците на пиано. Той се запознава с младата жена, която свири. Името ѝ е Звездица Коледарова, работи като геолог и е неомъжена. Коледарова заминава на експедиция. По същото време Калимански се е отправил на екскурзия сред тишината на природата. Но за негов ужас и тук не е тихо. Шумът на дървосекачните машини не му дава покой. Той попада в лагера на геолозите, където е Коледарова. В мечтите си Калимански се вижда оженен за нея, баща на пет деца... Когато се връща в столицата, Калимански звъни на вратата ѝ с букет цветя. Когато вратата се отваря, той вижда, че на пианото свири мъж. Прибирайки се у дома, Калимански блажено се отпуска на стола,

## Състав

### Актьорски състав
| Роля                | Изпълнител                                        |
|                     | В ролите                                          |
| ------------------- | ------------------------------------------------- |
| Гошо Калимански     | заслужил артист Константин Коцев                  |
| Звездица Коледарова | Жоржета Чакърова                                  |
| Бимбашиева          | Валентина Борисова                                |
| Кузманов            | Живко Гарванов                                    |
| баба Пена           | народна артистка Магда Колчакова                  |
| дядо Петко          | народен артист Димитър Панов                      |
| професорът          | Нейчо Попов                                       |
|                     | В епизодите                                       |
|                     | заслужила артистка Лора Керанова                  |
|                     | Теофан Хранов                                     |
|                     | Антония Чолчева                                   |
|                     | С. Николов                                        |
|                     | Сотир Майноловски                                 |
|                     | Богдана Вульпе                                    |
| Ваньо               | Георги Наумов                                     |
|                     | Иван Григоров                                     |
|                     | Евстати Стратев                                   |
|                     | Георги Кишкилов                                   |
|                     | Христо Динев (не е посочен в надписите на филма)  |
|                     | Мариус Донкин (не е посочен в надписите на филма) |
|                     | Юрий Яковлев (не е посочен в надписите на филма)  |
|                     | Никола Дачев (не е посочен в надписите на филма)  |

### Творчески и технически екип
| Режисьор           | Петър Б. Василев                                                          |
| Сценарий           | Емил Манов                                                                |
| Редактор           | Свобода Бъчварова                                                         |
| Оператор           | Цанчо Цанчев                                                              |
| Художник/Анимация  | Доньо Донев                                                               |
| Костюми            | Лили Димкова                                                              |
| Музика             | Димитър Вълчев                                                            |
| Звукооператор      | Михаил Каридов                                                            |
| Комбинирани снимки | Иван Манев                                                                |
| Монтаж             | Донка Димчева Йорданка Ламбрева                                           |
| Грим               | Лили Михайлова                                                            |
| Асистент-режисьори | Мариана Бахчеванова Игнат Тасев Снежана Зафирова                          |
| Асистент-оператори | Йонно Дертлиев Красимир Григоров Иво Фурнаджиев                           |
| Директор           | Вълчо Йорданов                                                            |
| Distributed by     | Национален филмов център Студия за игрални филми София /Copyright © 1972/ |